# Publio Vitellio il Vecchio
Publio Vitellio, il Vecchio (Nuceria Alfaterna, I secolo a.C. – I secolo a.C.), è stato un politico romano.
Publio Vitellio, di Nuceria Alfaterna è un personaggio romano vissuto durante il I secolo a.C.. Era figlio di Quinto Vitellio, questore, sotto l'imperatore Augusto. 
Publio è stato un cavaliere dello stesso Augusto.
Ebbe quattro figli. Di questi tre morirono a causa di motivi politici.
- Lucio Vitellio il Vecchio, il suo primogenito, divenne governatore della Siria e padre dell'imperatore Aulo Vitellio. Per questo motivo Publio è ricordato anche per essere stato il nonno paterno di questo imperatore (nonché di suo fratello Lucio Vitellio il Giovane).
- Aulo Vitellio, consul suffectus nel luglio del 32.
- Quinto Vitellio, allontanato dal senato durante la "pulizia" di senatori operata da Tiberio[2].
- Publio Vitellio il Giovane.